# Џибути на Светском првенству у атлетици у дворани 2016.
Џибути је учествовао на Светском првенству у атлетици у дворани 2016. одржаном у Портланду од 17. до 20. марта четврти пут. Репрезентацију Џибутија представљала су 2 такмичара која су се такмичили у две дисциплине.,
На овом првенству такмичари Џибутија нису освојили ниједну медаљу нити су оборили неки рекорд.

## Учесници
Мушкарци:
- Ајанле Сулејман — 1.500 м
- Јусуф Ис Башир — 3.000 м

## Резултати

### Мушкарци
| Атлетичар       | Дисциплина | Лични рекорд | Квалификација | Квалификација | Финале   | Финале      | Детаљи |
| Атлетичар       | Дисциплина | Лични рекорд | Резултат      | Место         | Резултат | Место       | Детаљи |
| --------------- | ---------- | ------------ | ------------- | ------------- | -------- | ----------- | ------ |
| Ајанле Сулејман | 1.500 м    | 3:35,2 НР    | 3:41,04 КВ    | 1. у гр. 2    | 3:53,69  | 9 / 14 (15) |        |
| Јусуф Ис Башир  | 3.000 м    | 7:43,44      | 7:52,08 КВ    | 10. у гр. 1   | 8:08,87  | 10 / 18     |        |